# Ayçiçeği Bisiklet Vadisi
Ayçiçeği Bisiklet Vadisi (wörtlich übersetzt Sonnenblumen-Fahrrad-Tal) ist ein öffentlicher Park mit Radsport-Einrichtungen in der türkischen Provinz Sakarya.

## Lage und Ausstattung
Der Park wurde durch die in Sakarya ansässige Firma Dedehan Yapı gebaut und im Oktober 2018 eingeweiht. Er liegt auf dem Gebiet der Provinzhauptstadt Adapazarı im zehn Kilometer nordwestlich des Stadtzentrums gelegenen Stadtviertel 15 Temmuz Camili. Er erstreckt sich über eine Fläche von 180 ha und liegt in einer Senke inmitten der modernen Wohngebäude des Stadtteils, der nach dem Erdbeben von 1999 errichtet wurde.
Der Park enthält zum einen herkömmliche Freizeit- und Sport-Einrichtungen wie Picknick-Tische, einen Spielplatz, ein kleines Basketballfeld und einen asphaltierten Fahrrad-Rundweg. Zum anderen gibt es Sportanlagen wie eine BMX-Bahn nach internationalen Standards und einen Mountainbike-Track, der kreuz und quer durch den Park verläuft. Die BMX-Bahn ist von einer 500 Meter langen, asphaltierten Bahn umgeben, die allerdings nicht als Radrennbahn hergerichtet ist, sondern für Motorradsport verwendet wird. Eine Tribüne bietet 1000 Zuschauern Platz.

## Veranstaltungen
Seit seiner Einweihung wurden im Park mehrere hochrangige Radsport-Wettkämpfe gehalten. Offizieller Veranstaltungsort war jeweils „Sakarya“.
Das BMX-Stadion wurde für Läufe des BMX-Weltcups 2021 und 2023 verwendet, außerdem fanden Läufe des BMX-Europacups hier statt. Das umliegende Gelände diente Läufen des Mountainbike-Eliminator-Weltcups 2022 und 2023. 2020 diente der Park als Start und Ziel der Mountainbike-Marathon-Weltmeisterschaften 2020, deren Parcours großenteils in der Umgebung lag. Dies galt auch für mehrere Läufe der UCI-Mountainbike-Marathon-Serie. Der Sakarya MTB Cup hingegen, ein Lauf des UCI-Kalenders, findet im Park selbst statt.
Über die Veranstaltungen im Park fördert die Provinz den Radsport durch die Tour of Sakarya, ein 2022 erstmals ausgetragenes Etappenrennen. Sie sponsert zudem das Sakarya BB Pro Team.